# Avant-poste de Pont-Saint-Louis
L'avant-poste de Pont-Saint-Louis,, appelé aussi avant-poste du pont Saint-Louis[réf. nécessaire], est une petite fortification se trouvant à Menton (Alpes-Maritimes), au niveau de la frontière franco-italienne.
Il s'agit d'une casemate construite au début des années 1930, faisant partie de la ligne Maginot alpine, servant à bloquer la route littorale en cas de guerre. Elle servait d'avant-poste à la ligne d'ouvrages située en retrait, un peu plus à l'ouest. Cet avant-poste est surtout connu pour avoir été utilisé pendant la bataille de Menton (combat de Pont-Saint-Louis) en 1940, bloquant la route du 17 juin au 24 juin malgré un siège italien.

## Description
L'avant-poste est en bordure de la route menant de Menton à Vintimille, l'ancienne RN 7 côté français qui devient la via Aurelia  côté italien). La frontière franco-italienne, fixée en 1861, se trouve au débouché occidental du pont enjambant le ruisseau Saint-Louis (le rio San Luigi italien), avec l'avant-poste quelques mètres à l'ouest. Les abords ont été transformés après la Seconde Guerre mondiale, avec notamment l'élargissement de la route et le réaménagement du poste frontalier : la petite esplanade actuelle était occupée par l'ancien poste des douanes et celui de police.

### Position sur la ligne
L'avant-poste faisait partie de la ligne Maginot alpine, dans le secteur fortifié des Alpes-Maritimes. Ce secteur était subdivisé en cinq sous-secteurs : Menton (Alpes-Maritimes) se trouve dans celui le plus au sud, le « sous-secteur des Corniches », qui comprenait deux lignes successives de fortifications. La plus puissante est appelée la « ligne principale de résistance ». Dans le sous-secteur des Corniches, elle se situe en retrait à cinq kilomètres de la frontière franco-italienne, le long des hauteurs bordant à l'ouest de la vallée du Careï, avec un succession d'ouvrages bétonnés, s'appuyant mutuellement avec des mitrailleuses et de l'artillerie sous casemates : les ouvrages du Col-des-Banquettes (EO 7), de Castillon (EO 8), de Sainte-Agnès (EO 9), du Col-de-Garde (EO 10), de Mont-Agel (EO 11), de Roquebrune (EO 13), de la Croupe-du-Réservoir (EO 14) et de Cap-Martin (EO 15).
En avant de cette ligne principale, une seconde ligne a été construite pour donner l'alerte, retarder au maximum une attaque brusquée et couvrir un peu les trois communes se trouvant à l'est des ouvrages (du nord au sud Castillon, Castellar et Menton). Cette ligne est composée d'« avant-postes », qui sont beaucoup plus petits (et beaucoup moins chers) que les ouvrages de la ligne principale ; sur les 29 avant-postes alpins (AP), sept ont été construits dans le sous-secteur des Corniches. Six de ces avant-postes barrent les différents chemins descendant de la ligne de crêtes marquant la frontière : du nord au sud l'AP de la Baisse-de-Scuvion (à 1 154 m d'altitude, sous le mont Roulabre), l'AP de Pierre-Pointue (à 1 156 m, l'AP de Fascia-Founda (dans la Baisse de Faïche-Fonda, à environ 1 000 m d'altitude), l'AP de la Péna (sur le rocher de la Penna, à 727 m, l'AP de La Colletta (sur le chemin de l'Orméa, à 466 m) et l'AP du Collet-du-Pillon (sur le chemin des Granges de Saint-Paul, à 400 m, aujourd'hui sous les remblais d'un terrain de sport). Le septième et dernier avant-poste, celui de Pont-Saint-Louis, barre la seule route transfrontalière du sous-secteur, la route littorale, avec la particularité d'être à seulement quelques mètres de la borne frontière. Dans les documents du génie, il s'agit d'un « barrage rapide ».

### Barrage de route
Juste devant l'avant-poste, un barrage de route permettait d'interdire le passage de véhicules automobiles. Cette barrière en acier, de sept mètres de large, était ajourée pour empêcher un adversaire de se protéger derrière. Ce barrage était amovible, grâce à un treuil à manivelle, roulait dans un rail et se rangeait dans un local étroit bordant la paroi rocheuse, entre la casemate et la frontière,. La barrière était complétée derrière elle par un petit champ de mines antichars (six obus de 105 mm chacun dans un trou creusé dans la chaussée, surmonté d'un piquet reliée à la fusée).
Une des particularités de l'avant-poste est qu'il a été creusé dans la falaise bordant la route, juste devant un virage de la route, ce qui permet à l'avant-poste de tirer dans l'axe de la route. En façade se trouve d'une part une porte blindée portant un FM, d'autre part un mur de béton armé percé de deux créneaux de tir. L'un était armé d'un fusil mitrailleur modèle 1924/29, l'autre d'un armement mixte pour jumelage de mitrailleuses (deux MAC 31) et un canon antichar de 37 mm (dit JM/AC 37). Ce dernier type de créneau est dit mixte, car le même poste de tir peut recevoir deux armes différentes, soit le jumelage de mitrailleuses soit le canon antichar, permutables entre eux à volonté. Ces ouvertures sont protégés par des cuirassements : des trémies à rotule obturant les créneaux. L'armement était complété par une goulotte lance-grenades.
Cette casemate (synonyme de blockhaus) était conçue pour être indépendante, avec à l'intérieur ce qui fallait pour que l'équipage tienne pendant plusieurs jours. Derrière la porte blindée et étanche se trouvait un couloir formant un angle droit, reliant deux pièces. La première fait environ 5 m2, avec dedans le ventilateur (fonctionnement avec des manivelles à bras ou à pédales avec une selle de bicyclette), le filtre à air (en cas d'alerte au gaz, l'air était pompé, filtré et maintenu en légère surpression) et les réserves d'eau potable (100 litres). La seconde est la chambre de combat, d'environ 7 m2, où se trouvaient le stock de munitions (les chargeurs de FM, les boîtes-chargeurs des mitrailleuses, les milliers de cartouches de 7,5 mm, ainsi que les centaines d'obus de 37 mm), un poste téléphonique et un autre de radio reliaient l'avant-poste à l'ouvrage de Cap-Martin, à 5 200 mètres plus à l'ouest. Les WC (publics) étaient à l'extérieur.
Il accueillait un total de neuf combattants fournis par un bataillon alpin de forteresse, ce qui correspond à l'effectif théorique nécessaire au service d'un jumelage de mitrailleuses (un chef de chambre de tir, deux caporaux-tireurs, deux chargeurs, deux pourvoyeurs et un mécanicien d'armement).

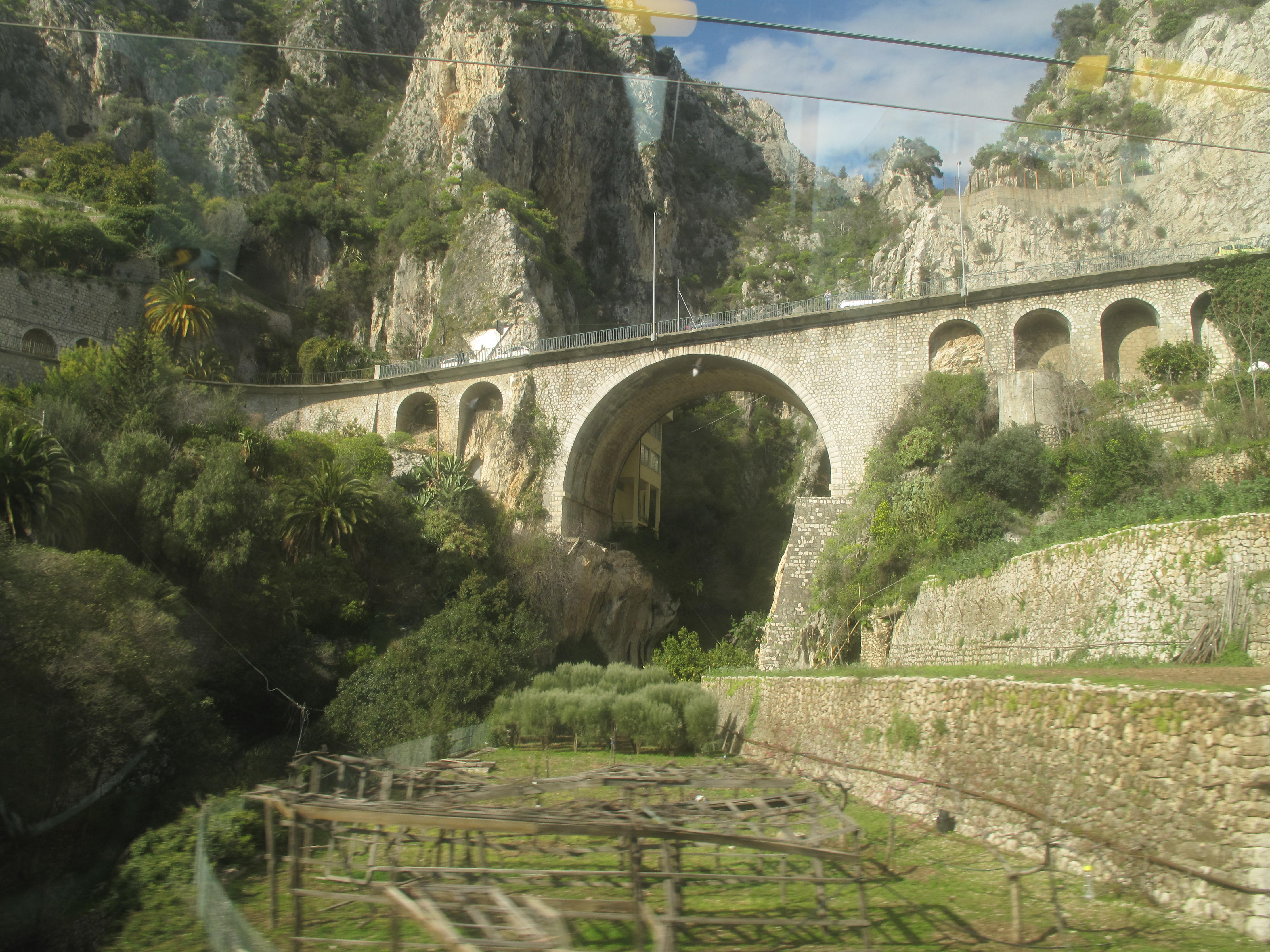
Le pont entre Menton et Vintimille. L'avant-poste est ici à gauche, côté français. Le triangle peint sur la roche indique la limite des eaux territoriales.
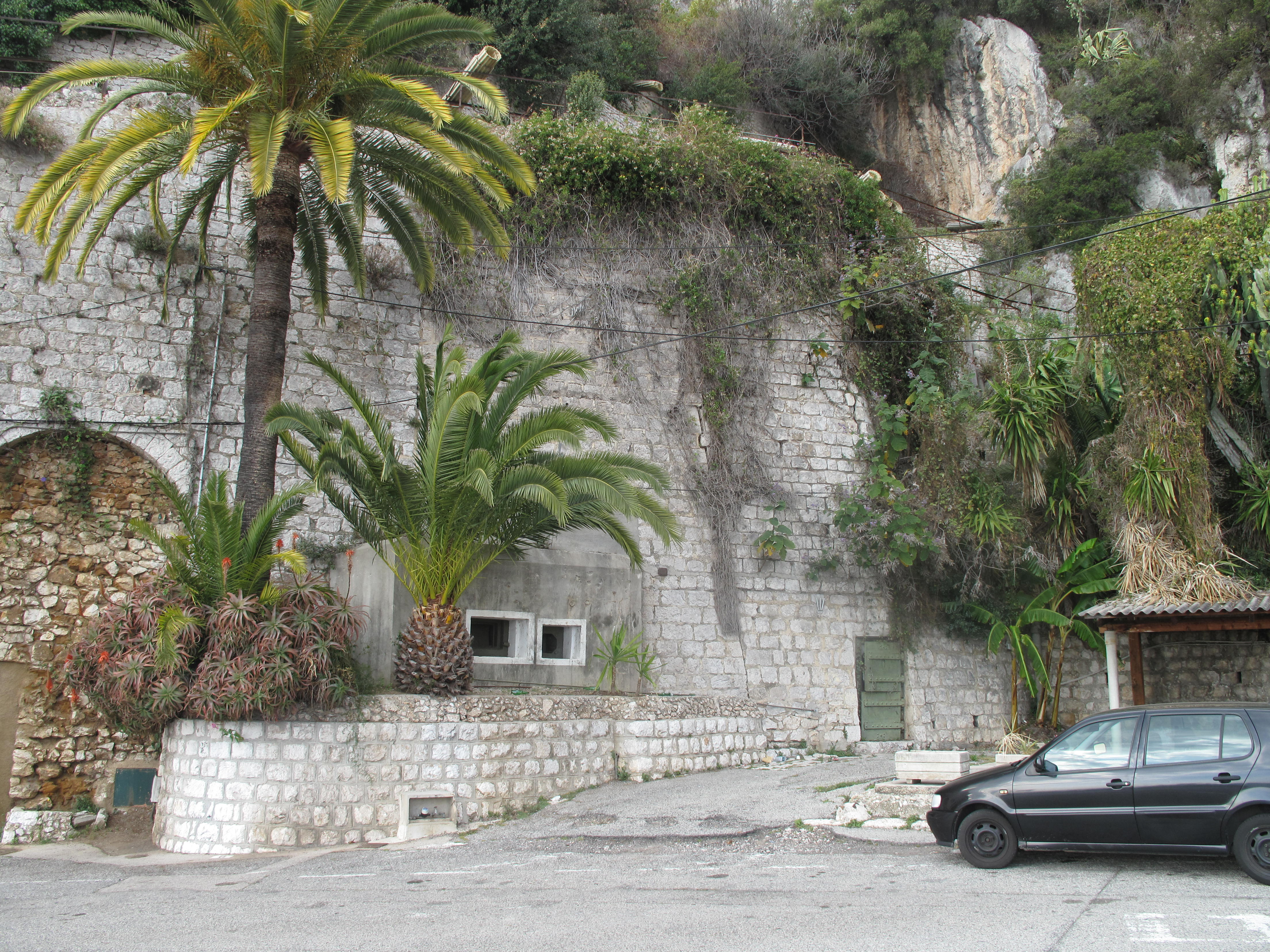
Les deux créneaux de tir (à gauche) et la porte d'entrée blindée (à droite) ; le barrage était un peu plus à droite.

Cent mètres en arrière de l'avant-poste, un « dispositif de mine permanent » était installé sous le carrefour de Garavan, juste à l'ouest de l'actuel bâtiment des douanes françaises, composé d'une tonne d'explosif (50 pétards de 20 kg de mélinite), pour détruire la route. Le fourneau était chargé en permanence, dès le temps de paix.

### État actuel
Le blockhaus, désormais propriété de la direction centrale de la Police aux frontières[réf. nécessaire], n'est plus visitable. Un mouvement de terrain a rendu l'ouverture et la fermeture de la porte difficiles et fait que les visites organisée par l'association AMICORF de Menton sont désormais interdites. Depuis fin 2015, la porte a été réparée et la façade nettoyée.

## Historique
Le premier plan prévoit de construire une simple guérite bétonnée pour protéger la barrière mobile. Finalement un blockhaus bien armé est construit entre 1930 et août 1932 par une entreprise civile (alors que les autres avant-postes l'ont été par la main-d'œuvre militaire), en suivant les plans tracés par le service du génie de la 15e région militaire[réf. nécessaire] (et non par la CORF comme les ouvrages), pour un coût total de 340 000 francs. Le « dispositif de mine permanent » date de 1933. Le créneau du jumelage de mitrailleuses est modifié et sa trémie est changée en 1933 pour recevoir le canon antichar.
À partir d'avril 1934, l'avant-poste reçoit une garnison tirée du 5e bataillon du 3e régiment d'infanterie alpine (3e RIA, caserné à Nice et Menton), qui se repose dans un abri en tôles construit entre le poste des douanes et la paroi rocheuse. Cette garnison est renouvelée toutes les semaines et son temps de réaction est testé par un officier deux fois par semaine. En octobre 1935, le 5e bataillon du 3e RIA devient le 76e bataillon alpin de forteresse (76e BAF). Le 23 août 1939, soit une semaine avant la mobilisation générale qui commence le 2 septembre 1939, le personnel du 76e BAF est complété par ses réservistes pour former la 58e demi-brigade alpine de forteresse (58e DBAF), composée de trois bataillons, dont le 96e BAF qui fournit désormais la garnison de l'avant-poste de Pont-Saint-Louis. En mars 1940, un projet d'extension est approuvé par le ministère et finalement non réalisé faute de temps : il comprenait un magasin de munitions, un petit groupe électrogène, une cuisine, des toilettes, une chambrée pour huit hommes et une issue de secours. Entre le 3 et le 5 juin 1940, la ville de Menton est évacuée de ses habitants.

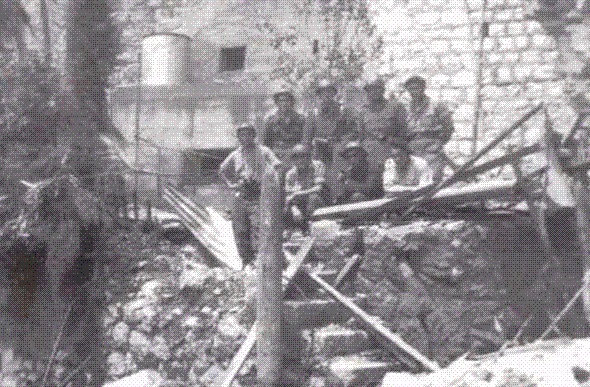
La petite garnison se photographiant devant l'avant-poste juste après l'application de l'armistice de 1940. L'artillerie italienne a un peu labouré les environs.

Le 10 juin 1940, le royaume d'Italie déclare la guerre à la République française et au Royaume-Uni : la route est bloquée par la barrière antichar à partir de 23 h, puis la mine explose sur ordre à 23 h 30, faisant un entonnoir de six mètres de diamètre pour trois de profondeur. Les gaz de l'explosion remontent par la gaine d'allumage jusqu'à l'intérieur de l'avant-poste, rendant l'air irrespirable jusqu'à sa complète ventilation. L'explosion coupe aussi temporairement le téléphone, isolant l'avant-poste car le poste de radio fonctionne mal. La barrière est renforcée par des jambes métalliques dans l'éventualité de l'emploi d'un blindé comme bélier. Désormais, la garnison dort à l'intérieur de l'avant-poste sur quatre paillasses posées au sol, éclairée par deux lampes à pétrole, faisant leurs besoins dans une gamelle vidée à l'extérieur par un créneau du FM de porte. Le canon antichar est laissé en permanence au créneau.
Les opérations commencent le 14 juin, les troupes italiennes tentant de franchir les différents points de passage frontaliers. Le petit avant-poste de Pont-Saint-Louis bloque par ses tirs de FM les attaques italiennes sur cette route (notamment le 20 juin) jusqu'à la fin des combats le 25 juin, bénéficiant du soutien des tirs d'artillerie des ouvrages de Cap-Martin (canon de 75 mm sous casemate) et de Sainte-Agnès (75 mm sous tourelle) et des batteries du sous-secteur (155 mm de Bange, 155 mm Saint-Chamont et 105 mm Schneider). Les troupes italiennes prennent quand même Menton le 22 en passant par les chemins de l'arrière-pays et la voie ferrée.
L'armistice du 24 juin 1940 entre l'Italie et la France entre en application le 25 juin à 0 h 35. Le 27 juin, l'avant-poste est évacué par sa garnison, après avoir fermé à clef la porte blindée. Menton fait désormais partie de la zone d'occupation italienne.
En août 1944, les forces allemandes évacuent le littoral pour se retrancher dans l'arrière-pays niçois.